# La prosperità di Elio Seiano
La prosperità di Elio Seiano è un'opera in tre atti di Antonio Sartorio, su libretto di Niccolò Minato. La prima rappresentazione ebbe luogo al Teatro San Salvatore di Venezia nel gennaio del 1667. L'opera fu rappresentata in dittico con La caduta di Elio Seiano

## Trama
La trama prende spunto da eventi e personaggi storici per sviluppare un intreccio inventato. Seiano, il favorito di Tiberio, intende sposare la nobile Agrippina, scortata a Roma dal generale Germanico; però, quando sospetta che quest'ultimo si sia innamorato della propria promessa sposa, rivolge le sue attenzioni verso la bella vedova Livia, concupita, senza essere ricambiato, dal giovane Gaio Cesare. La vendetta di Agrippina costituisce il nodo centrale dell'opera, facendo prima bruciare il monte Celio, poi provando a muovere guerra a Roma e infine tornando nella stessa sotto il falso nome di Nicia, principessa di Cipro, di cui si innamora follemente Seiano. Tuttavia, mentre il vecchio Tiberio decide di ritirarsi a vita privata fuori Roma e lascia lo scettro del potere a Seiano, la donna riesce con l'inganno a raggirare il favorito e a celebrare doppie nozze, fra lei e Germanico e Seiano e Livia; tuttavia, la celebrazione è interrotta dall'ombra di Druso, marito estinto di Livia fatto avvelenare da Seiano.